# Gonzalo de Jesús Rivera Gómez
Gonzalo de Jesús Rivera Gómez (3 de novembro de 1933 – 20 de outubro de 2019) foi um bispo auxiliar católico romano colombiano.
Rivera Gómez nasceu na Colômbia e foi ordenado ao sacerdócio em 1960. Ele serviu como bispo titular de Bennefa e como bispo auxiliar da Arquidiocese Católica Romana de Medellín, na Colômbia, de 1988 a 2010.